# Scabrotettix magistralis
Scabrotettix magistralis är en insektsart som först beskrevs av Brunner von Wattenwyl 1900.  Scabrotettix magistralis ingår i släktet Scabrotettix och familjen torngräshoppor. Inga underarter finns listade i Catalogue of Life.